# Le Règne du feu
Pour plus de détails, voir Fiche technique et Distribution.
Le Règne du feu (Reign of Fire) est un film fantastique américano-irlandais réalisé par Rob Bowman, sorti en 2002.

## Synopsis
À Londres, en 2008. Quinn Abercromby, un garçon âgé de 12 ans, rejoint sa mère Karen, ingénieur sur un chantier souterrain du métro. Il est le premier à entrer dans une galerie découverte récemment lors des travaux. À l'intérieur, un dragon en hibernation se réveille subitement. Il tue deux ouvriers, puis Karen sous les yeux de son fils, avant de s'échapper. Des années s'écoulent pendant lesquelles les dragons se sont multipliés par milliers avant de dominer la planète. Les terres, la faune et la flore sont parties en cendres qui servent de nourriture aux dragons. Ayant perdu la guerre, les survivants se cachent désormais pour survivre.
On retrouve Quinn en 2020, devenu chef d'un groupe de gens ayant trouvé refuge dans une ancienne forteresse et ses souterrains. Quinn et son meilleur ami Creedy font un spectacle inspiré de L'Empire contre-attaque aux enfants, ainsi qu'une prière leur incitant à se méfier des dragons. Un soir, un ami de Quinn quitte le château avec sa famille contre l'avis de ce dernier pour aller chercher quelques récoltes. Rapidement alertés, Quinn et les autres vont les chercher mais la famille est déjà attaquée par un dragon. Entourés par le feu, les hommes parviennent à contenir la bête et ses jets de napalm grâce à un camion citerne et des combinaisons anti-feu. Plusieurs hommes sont tués et la moitié de la récolte perdue, réduite en cendres.
Un jour, une colonne motorisée blindée américaine se présente aux portes du château. Le chef est Denton Van Zan, auto-proclamé chasseur de dragons. Il demande le gîte pour lui et ses hommes, mais Quinn, méfiant, refuse. Van Zan lui montre pour le convaincre une dent de dragon et explique qu'il est possible de tuer cet animal car sa vue, bien qu'excellente de jour comme de nuit, se dégrade nettement quand le soleil est rasant. Quinn est sceptique mais il accepte finalement d'héberger les soldats. Un hélicoptère de l'équipe de Van Zan atterrit dans la foulée, piloté par une femme, Alex. Peu après, un dragon attaque et les Américains se mettent aussitôt en chasse. Alex traque la bête en hélicoptère avec des "archanges" mercenaires armés de filets tandis que Van Zan dirige les opérations au sol. Mais l'attaque tourne mal et trois soldats sont tués. Quinn entre en scène malgré-lui ce qui permet à Van Zan d'harponner la bête.
La nuit, les réfugiés sont festifs mais pas les Américains qui pleurent la perte de trois des leurs. Plus tard, Alex et Van Zan expliquent à Quinn qu'ils savent comment éradiquer les dragons. Ils en ont tué environs 200 et tous étaient des femelles, les mâles sont très rares. Tellement rares qu'en vérité, il n'en existe qu'un seul, et il se trouve à Londres. Van Zan explique aussi qu'il manque de combattants pour tuer la bête. Mais Quinn refuse. Pour lui, il y a eu trop de morts parmi les siens et s'attaquer aux dragons serait de la folie.
Malgré cela, Van Zan essaie de convaincre certains de venir avec lui. Quinn s'interpose et en vient aux mains avec Van Zan avant que les deux hommes ne soient séparés. Quinn clame tout haut qu'il va attirer le dragon vers la forteresse. Van Zan part quand même avec ses hommes, son matériel lourd et les nouvelles recrues. Ils arrivent en pleine nuit mais le dragon mâle surgit et crache un jet de flamme d'une seule passe sur la colonne de véhicules. Seuls deux hommes survivent, dont Van Zan qui se rend compte de son erreur. Mais récupéré en état de choc, il devra se rendre compte de sa seconde : le titan a atteint le château et ses habitants et la plupart des adultes, dont Creedy, sont tués. Miraculeusement, aucun enfant ne périt et Quinn, abattu, leur demande de prier.
Conscient que se cacher n'est plus une solution, Quinn veut se venger et échafaude un ultime plan avec Alex et Van Zan pour tuer le dragon mâle. Armés de fléchettes explosives, ils vont au cœur même de sa tanière. Parcourant les souterrains que Quinn connait bien, ils évitent les assauts de leur ennemi avant que Van Zan ne parvienne à monter en haut d'une tour pour tirer une flèche d'en haut. Son projectile touche le dragon mâle mais la bête n'est que blessée. Le soldat tente alors une manœuvre désespérée en sautant sur le dragon avec une hache mais est dévoré dans les airs. L'animal, dans l'incapacité de voler, ne peut que se traîner au sol et tente d'attaquer Quinn. Mais Alex distrait le dragon et Quinn parvient à décocher une fléchette qui explose dans la gueule du monstre et le tue.
Trois mois se sont écoulés et aucun dragon n'a été vu depuis. Les survivants tentent d'entrer en contact avec le reste du monde. Alex et Quinn s'éloignent main dans la main sur une terre qui recommence à verdir.

## Fiche technique
Sauf indication contraire, les informations mentionnées dans cette section peuvent être confirmées par les bases de données cinématographiques IMDb et Allociné,  présentes dans la section « Liens externes ».
- Titre original : Reign of Fire
- Titre français et québécois : Le Règne du feu[1]
- Réalisation : Rob Bowman
- Scénario : Gregg Chabot, Matthew Greenberg, Kevin Peterka et Zak Penn[2], d'après une histoire de Gregg Chabot et Kevin Peterka
- Musique : Wagner Brad[2] et Ed Shearmur
- Direction artistique : Ian Bailie, Jonathan McKinstry, Alan Tomkins et Justin Warburton-Brown
- Décors : Wolf Kroeger
- Costumes : Joan Bergin
- Photographie : Adrian Biddle
- Son : Darren Brisker, Patrick Dodd, Craig Irving, Leslie Shatz, Steve Single
- Montage : Thom Noble
- Effets spéciaux : Dan DeLeeuw, Benoit Girard, Richard R. Hoover, Jason Piccioni
- Production : Gary Barber, Roger Birnbaum, Lili Fini Zanuck et Richard D. Zanuck
  - Production exécutive : Ned Dowd et Douglas A. Raine
  - Production déléguée : Jonathan Glickman
  - Coproduction : Chris Chrisafis, Derek Evans, James Flynn, Morgan O'Sullivan, Rebekah Rudd et Dean Zanuck
- Sociétés de production :
  - États-Unis : Spyglass Entertainment, The Zanuck Company et Tripod Entertainment, présenté par Touchstone Pictures
  - Irlande : World 2000 Entertainment Ltd[3]
- Sociétés de distribution : Buena Vista Pictures Distribution (Etats-Unis) ; Gaumont Buena Vista International (France)
- Budget : 60 millions de $[4],[5]
- Pays de production :  États-Unis,  Irlande
- Langue originale : anglais
- Format : couleur (Technicolor) — 35 mm — 2,35:1 (Panavision) — son DTS / Dolby Digital / SDDS
- Genre : fantastique, action, aventure, thriller
- Durée : 101 minutes
- Dates de sortie[6] :
  - États-Unis, Québec : 12 juillet 2002[1]
  - France : 21 août 2002[7]
  - Irlande : 23 août 2002
  - Belgique : 28 août 2002[8]
  - Suisse romande : 15 janvier 2003[9]
- Classification :
  - États-Unis : accord parental recommandé, film déconseillé aux moins de 13 ans (PG-13 - Parents Strongly Cautioned)[N 1]
  - France : tous publics[10]
  - Belgique : tous publics (Alle Leeftijden)[8]
  - Suisse romande : interdit aux moins de 12 ans[11]
  - Québec : tous publics (G - General Rating)[12]

## Distribution
- Christian Bale (VF : Bruno Dubernat et VQ : Patrice Dubois) : Quinn Abercromby
- Matthew McConaughey (VF : Joël Zaffarano et VQ : Pierre Auger) : Denton Van Zan
- Izabella Scorupco (VF : Marjorie Frantz et VQ : Valérie Gagné) : Alexandra Jensen
- Gerard Butler (VF : Patrice Baudrier et VQ : François L'Écuyer) : Creedy
- Scott Moutter (VF : Janieck Blanc et VQ : Hugolin Chevrette) : Jared Wilke
- David Kennedy (VF : Paul Borne et VQ : Jean-Luc Montminy) : Eddie Stax
- Alexander Siddig : Ajay
- Ned Dennehy : Barlow
- Rory Keenan : Devon
- Terence Maynard : Gideon
- Doug Cockle : Goosh
- Randall Carlton : Burke (Tito)
- Chris Kelly : Mead
- Ben Thornton (VQ : Xavier Dolan) : Quinn, jeune
- Alice Krige (VQ : Anne Bédard) : Karen Abercromby
- Jack Gleeson : un enfant

Source et légende : Version française (VF) et Version québécoise (VQ) sur Doublage Québec.

## Accueil

### Accueil critique
Il a reçu un accueil critique plutôt défavorable, recueillant 42 % de critiques positives, avec une note moyenne de 5,2/10 et sur la base de 176 critiques collectées, sur le site agrégateur de critiques Rotten Tomatoes. Sur Metacritic, il obtient un score de 39/100 sur la base de 30 critiques collectées, mais également noté 6.1/10 sur ce même site pour un total de 83 votants.

### Box-office
Le film a connu un modeste succès commercial, rapportant environ 82 150 000 $ au box-office mondial, dont 43 061 000 $ en Amérique du Nord, pour un budget de 60 000 000 $. En France, il a réalisé 819 650 entrées.

## Distinctions

### Récompense
- Festival international du film de Catalogne 2002 : meilleurs effets visuels pour Richard R. Hoover

### Nominations
- Festival international du film de Catalogne 2002 : meilleur film pour Rob Bowman
- Rondo Hatton Classic Horror Awards 2002 : meilleur film de genre pour Rob Bowman
- Academy of Science Fiction, Fantasy and Horror Films - Saturn Awards 2003 : meilleur film fantastique

## Exploitation

### Éditions en vidéo
- En France, le film Le Règne du feu est sorti en DVD le 4 mars 2003[19]. Par la suite, le film sort en Blu-ray le 14 août 2007[20] et ressort en Blu-ray le 17 avril 2024[21].
- Au Québec, le film est sorti en DVD le 25 janvier 2005[1].

### Produits dérivés
Le film a été adapté en jeu vidéo sur PlayStation 2, Xbox, GameCube et Game Boy Advance

## Autour du film
- Une partie des décors du film ont été utilisés dans le parc Walt Disney Studios.
- Bien que situé dans le futur, le film se réapproprie des codes des récits chevaleresques : les dragons, l'ambiance monacale du lieu de vie, survie face à la faune des éléments anachroniques (hache, arbalète, cheval), la référence explicite aux « chevaliers Jedi » mais surtout au roi Arthur dans les premières minutes sont autant d'éléments qui ancrent le film dans une époque plus reculée.